# Krążowniki lotnicze projektu 1143
Krążowniki lotnicze projektu 1143 (typu Krieczet lub Kijew, w kodzie NATO: Kiev) – seria radzieckich okrętów klasy krążowników lotniczych, przenoszących samoloty pionowego startu i lądowania, klasyfikowanych też poza ZSRR jako lekkie lotniskowce. Projekt 1143 składał się z dwóch jednostek: „Kijew” i „Mińsk”, lecz do tego typu zalicza się także zmodyfikowany okręt „Noworosyjsk” (proj. 11433). Dalszym rozwinięciem był okręt „Admirał Gorszkow” projektu 11434. Od momentu wejścia do służby pierwszego „Kijewa” w 1975 roku, prawie aż do końca istnienia ZSRR, jednostki te były największymi okrętami marynarki radzieckiej (miano to odebrał im dopiero lotniskowiec „Admirał Kuzniecow” w 1991 roku). Projekt otrzymał w ZSRR kryptonim Krieczet, lecz powszechnie jest znany pod nazwą typu Kijew pochodzącą od pierwszego okrętu (w kodzie NATO: Kiev).

## Projektowanie
Marynarka ZSRR przez kilka pierwszych dziesięcioleci swojego istnienia nie posiadała okrętów lotniczych, polegając na morskim lotnictwie stacjonującym w bazach lądowych. Dopiero po rozszerzeniu jej obszaru operacyjnego na oceany od końca lat 50. XX wieku pojawiła się potrzeba posiadania także lotnictwa pokładowego. Początkowo jednak idea budowy lotniskowców nie była akceptowana przez kierownictwo państwa. Przywódcą ZSRR był wówczas Nikita Chruszczow, będący wyznawcą prymatu techniki rakietowej. Większe szanse na realizację miały okręty przeznaczone do zwalczania okrętów podwodnych, przenoszących rakiety, stąd rozwój radzieckich okrętów lotniczych podążył tym torem. Pierwszymi okrętami lotniczymi w marynarce ZSRR stały się dwa przeciwpodwodne krążowniki śmigłowcowe projektu 1123 (typu Moskwa). Jeszcze w trakcie ich budowy podjęto prace nad ich dalszym rozwinięciem, z większą liczbą zabieranych śmigłowców i większymi możliwościami bojowych, pod oznaczeniem projektu 1123.3 (budowę takiego okrętu nawet rozpoczęto w 1968 roku w Mikołajowie, z przewidzianą nazwą okrętu „Kijew”, chociaż nie doszło do oficjalnego położenia stępki). Jednakże po oblataniu w 1967 roku pierwszego radzieckiego eksperymentalnego samolotu pionowego startu i lądowania (VTOL) Jak-36, zdecydowano wykorzystać samoloty takiego rodzaju jako uzbrojenie nowo projektowanych jednostek. Zwolennikiem samolotów VTOL w działaniach na morzu stał się zwłaszcza sekretarz KC KPZR do spraw przemysłu zbrojeniowego, Dmitrij Ustinow. Dla samolotów takich wystarczające były mniejsze i tańsze okręty, niż klasyczne lotniskowce, których budowie kierownictwo kraju było niechętne. W świetle tego, 2 września 1968 roku rząd ZSRR zdecydował przerwać projektowanie i budowę jednostek projektu 1123.3, które były za małe do pełnienia nowych zadań (wyporność pełna do 16 600 t) i podjąć prace nad nowym większym okrętem lotniczym o numerze projektu 1143, który otrzymał w ZSRR kryptonim Krieczet (Кречет, pol. białozór).
W odpowiedzi na postawione wymagania, w Newskim Biurze Konstrukcyjnym opracowano aż dziewięć różnych projektów wstępnych okrętów. W dwóch wariantach (II i III) nadbudówka była umieszczona centralnie, jak w projekcie 1123, a w wariancie IV przewidziano możliwość startu samolotów Jak-36M także za pomocą katapulty i ich awaryjnego lądowania z dobiegiem i zastosowaniem bariery awaryjnej. Trzy ostatnie projekty, opracowane wbrew założeniom z własnej inicjatywy biura, przedstawiały lotniskowce w układzie zbliżonym do klasycznego, posiadające dodatkowo możliwość bazowania samolotów klasycznego startu i lądowania MiG-23 startujących za pomocą katapulty. Największy z nich (IX) miał mieć napęd atomowy, wyporność 45 tysięcy ton i przenosić 50 statków latających. Ostatecznie wybrano I wariant, stanowiący projekt dużego okrętu o napędzie klasycznym, przenoszącego jedynie samoloty VTOL i śmigłowce, z pokładem lotniczym na lewej burcie i rufie oraz nadbudówką przesuniętą na prawą burtę, jak w typowych lotniskowcach. Zgodnie z założeniami, okręt przenosił jednocześnie silne uzbrojenie rakietowe i przeciwpodwodne. W toku projektowania dowództwo floty zgodziło się na zwiększenie wyporności standardowej do 29 000 ton (pełnej ponad 40 tys. ton), zastosowano też najnowszy kompleks pocisków przeciwokrętowych Bazalt w miejsce pierwotnie planowanego P-120 Monolit. Początkowo nowe jednostki były klasyfikowane jako „krążowniki przeciwpodwodne z uzbrojeniem lotniczym”, a od 1975 roku (lub 1977 roku) jako ciężkie krążowniki lotnicze (tiażołyj awianiesuszczij kriejsier, w skrócie TAKR, później TAWKR)).  Konstrukcja okrętów o takiej wielkości, przystosowanych w dodatku do bazowania lotnictwa, wiązała się z koniecznością pokonania wielu niespotykanych wcześniej w radzieckim budownictwie okrętowym problemów. Projekt techniczny został zatwierdzony przez dowództwo floty i Ministerstwo Przemysłu Okrętowego 30 kwietnia 1970 roku. Jednocześnie, w 1971 roku zbudowano w biurze konstrukcyjnym Jakowlewa samolot Jak-36M, mający stanowić główne uzbrojenie nowych okrętów, a od 1974 roku podjęto jego produkcję seryjną. W 1977 samolot oficjalnie przyjęto na uzbrojenie marynarki ZSRR pod nowym oznaczeniem Jak-38.

## Budowa
Budowę krążowników lotniczych zlecono stoczni w Mikołajowie, dysponującej największą pochylnią w ZSRR (numer 0). Przy budowie kadłubów posługiwano się technologią prefabrykowanych sekcji. Stępkę pod budowę pierwszego okrętu serii, który otrzymał nazwę „Kijew” (Kijów) położono 21 lipca 1970 r. (numer stoczniowy S-101). Jego kadłub, posiadający wówczas trzy piętra nadbudówki, wodowano 26 grudnia 1972 roku, po czym prowadzono dalsze prace. Już 15 kwietnia 1975 roku, przed wcieleniem do służby, podniesiono na okręcie banderę, po czym od maja 1975 „Kijew” przechodził próby odbiorcze. 18 maja 1975 roku po raz pierwszy na okręcie wylądował Jak-36M, a następnego dnia demonstrowano go ministrowi obrony A. Grieczce. Wkrótce po tym zdecydowano zwiększyć o połowę możliwości przenoszenia lotnictwa w hangarze, z 22 do 36 samolotów lub śmigłowców. Okręt zakończył pierwszy etap prób i został odebrany przez komisję państwową 28 grudnia 1975 roku, wchodząc formalnie do służby, mimo prowadzenia jeszcze dalej drobnych poprawek. W kwietniu 1976 roku na okręt przebazował jego pułk lotniczy.
Stępkę drugiej bliźniaczej jednostki „Minsk” (Mińsk) położono 28 grudnia 1972 (numer stoczniowy S-102), tuż po wodowaniu „Kijewa”. Kadłub wodowano 30 września 1975 roku. Już 19 lutego 1978 roku podniesiono na nim banderę. Od lutego 1978 „Mińsk” przechodził próby morskie i odbiorcze, które zakończono odbiorem okrętu 27 września 1978 roku. Różnice między „Mińskiem” a pierwszą jednostką były niewielkie, m.in. zastosowano na nim nowsze działka 30 mm AK-630M zamiast AK-630.
Początkowo planowano budowę tylko dwóch jednostek projektu 1143, a w dalszej kolejności dowództwo floty pod kierownictwem admirała Siergieja Gorszkowa planowało budowę konwencjonalnych lotniskowców. Jednakże ostatecznie podjęto zamiast tego budowę dwóch dalszych okrętów dla samolotów pionowego startu i lądowania, według ulepszonego projektu. Pierwszy z nich, „Noworossijsk” (Noworosyjsk), zaliczał się do projektu 11433 (do 1981 roku: 1143.3, początkowo opracowywanego jako projekt 1143M). Ulepszony projekt ukończono w styczniu 1975 roku. Stępkę pod budowę okrętu położono w Mikołajowie 30 września 1975 roku (numer stoczniowy S-103). Mimo trwającej budowy kadłuba, projekt techniczny podlegał zmianom i zaakceptowano go dopiero w maju 1978 roku. Wiązało się to także z koniecznością zmian w zakresie już wykonanych pomieszczeń. Okręt wodowano 26 grudnia 1978 roku. Po ukończeniu, od stycznia do maja 1982 roku przechodził próby morskie i próby odbiorcze. 14 sierpnia 1982 okręt odebrano i 15 sierpnia podniesiono na nim banderę.
| Nazwa                       | Położenie stępki | Wodowanie        | Wejście do służby | Wycofanie        |
| Kijew (Киев)                | 21 lipca 1970    | 26 grudnia 1972  | 28 grudnia 1975   | 30 czerwca 1993  |
| Minsk (Минск)               | 28 grudnia 1972  | 30 września 1975 | 27 września 1978  | 30 czerwca 1993  |
| Noworossijsk (Новороссийск) | 30 września 1975 | 26 grudnia 1978  | 14 sierpnia 1982  | 31 sierpnia 1994 |

Czwarty okręt, „Baku”, należał już do znacznie ulepszonego projektu 11434 (położenie stępki 26 grudnia 1978, wodowanie 31 marca 1982, przyjęcie do służby 11 grudnia 1987), 4 października 1990 przemianowany na „Admirał Gorszkow”. Od poprzednich różnił się głównie uzbrojeniem i wyposażeniem elektronicznym oraz nieco zwiększoną wypornością i szerokością pokładu (opisany bliżej osobno).

## Konstrukcja

### Architektura i kadłub

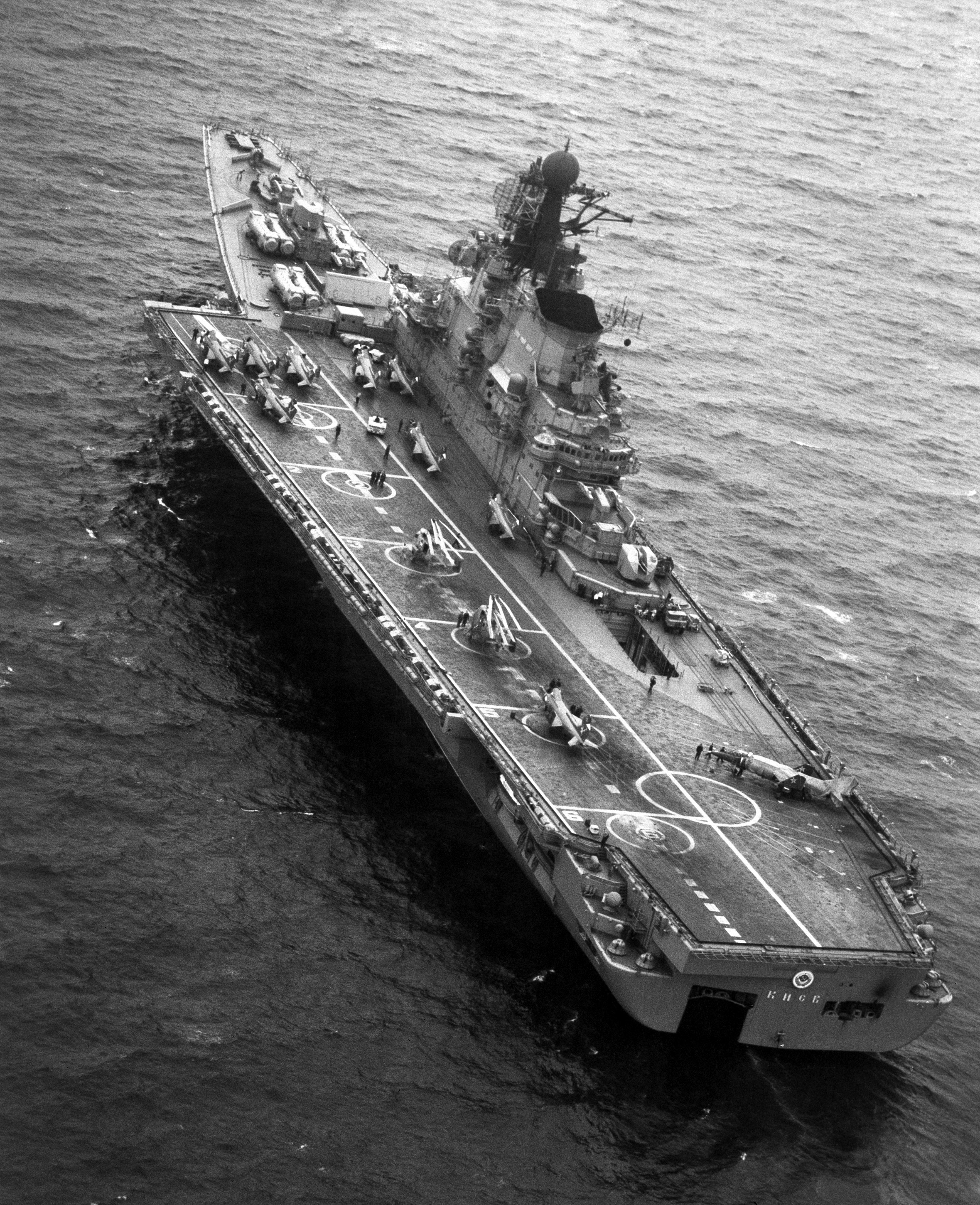
„Kijew” w 1985 – widoczny opuszczony rufowy podnośnik

Okręty typu Kijew projektu 1143 miały nietypową hybrydową konstrukcję, łączącą cechy i architekturę krążownika rakietowego oraz lotniskowca. Charakterystyczne dla lotniskowców było zastosowanie pokładu lotniczego na lewej burcie, pod niewielkim kątem do osi podłużnej okrętu (4,5°), wystającego poza obrys burty w formie sponsonu. Na rufie pokład dla operacji lotniczych zajmował całą szerokość pokładu. Na śródokręciu znajdowała się długa, wąska nadbudówka, zintegrowana z kominem, przesunięta ku prawej burcie, typowo dla lotniskowców, w celu zwiększenia miejsca na operacje lotnicze. Cechą typową dla krążowników z kolei było bogate uzbrojenie rakietowe, zajmujące cały pokład dziobowy, a także duże rozmiary 9-piętrowej długiej nadbudówki.
Konstrukcja kadłuba była wykonana ze stali, z burtami grubości 30 lub 35 mm, a większości nadbudówki (od 3. piętra w górę) – z  lekkiego stopu aluminiowo-magnezowego (AMG). Kadłub był wykonany w podłużnym schemacie wiązań z odstępem 500 mm, a jedynie na krańcach – w poprzecznym. Był podzielony na główne przedziały wodoszczelne 18 poprzecznymi i dwoma podłużnymi grodziami. Kadłub miał sześć pokładów i dwie platformy. W rejonie maszynowni, zbiorników paliwa lotniczego i pocisków rakietowych woda-woda, kadłub posiadał konstrukcyjną ochronę przeciw wybuchom podwodnym. Na prawie całej długości rozciągało się dno podwójne, które  przechodziło na długości siłowni, centrali bojowej i komór amunicyjnych w podwójne burty, w których znajdowały się zbiorniki, sięgające na wysokość do pokładu hangaru. Pokład lotniczy pokryto specjalnym materiałem odpornym na gorące gazy wylotowe silników. Ściany nadbudówki, komina i kadłuba zostały celowo zaprojektowane jako nachylone dla zmniejszenia odbicia radiolokacyjnego okrętu (elementy technologii stealth). Okręty miały też ochronę przed bronią masowego rażenia.
Powierzchnia całości pokładu lotniczego wynosiła 6200 m², długość skośnego pokładu ok. 180 m i szerokość 20,7 m. Wyznaczono na nim po lewej stronie siedem stanowisk do startu i lądowania samolotów VTOL i śmigłowców, oznaczonych kręgami, z tego pierwsze od dziobu dla śmigłowca ratowniczego (oznaczone literą C w cyrylicy – pol. S). W centrum pokładu rufowego znajdowało się stanowisko do lądowania cięższych śmigłowców transportowych. Po prawej stronie pokładu znajdowały się stanowiska do obsługi przedstartowej samolotów. Hangar umieszczony w rufowej części kadłuba, pod pokładem lotniczym, miał wymiary 130 × 22,5 × 6,6 m. Dwa podnośniki dla samolotów umieszczone były obok nadbudówki i za nią (pierwszy był używany do opuszczania samolotów do hangaru, drugi do podnoszenia). Hangar mógł być podzielony pięcioma opuszczanymi przegrodami przeciwpożarowymi.

### Uzbrojenie i wyposażenie elektroniczne

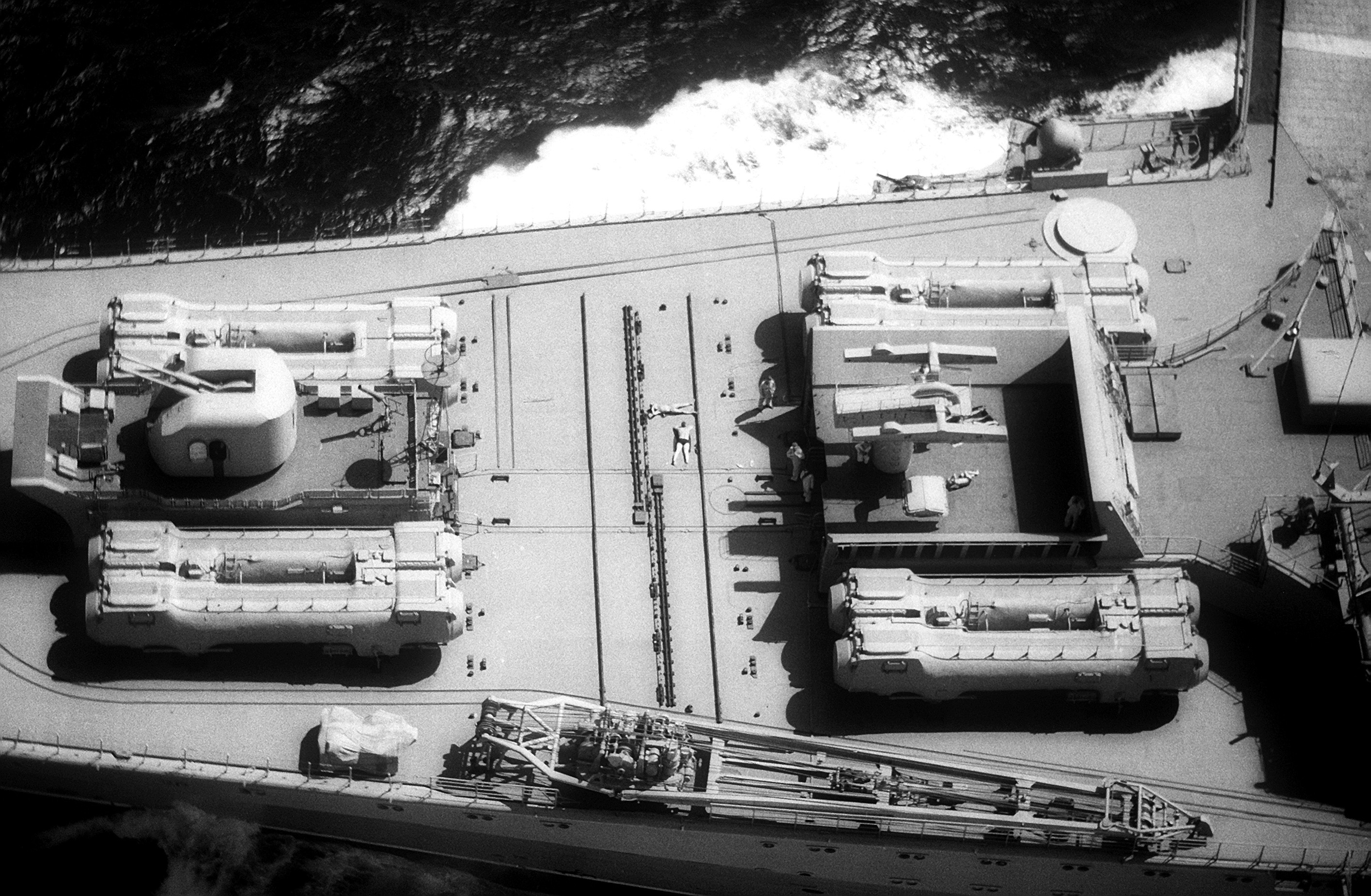
Pokład dziobowy „Kijewa” – widoczne wyrzutnie pocisków przeciwokrętowych P-500 Bazalt, dwubelkowa wyrzutnia pocisków przeciwlotniczych Sztorm-M, wieża dział AK-726 i okrągła pokrywa wyrzutni pocisków przeciwlotniczych Osa-M

Nietypowymi cechami jak na lotniskowiec, wiążącymi się z „krążowniczą” klasyfikacją okrętów, było ich silne uzbrojenie, przede wszystkim ofensywne, w postaci ciężkich przeciwokrętowych pocisków rakietowych dalekiego zasięgu P-500 Bazalt. Były one przeznaczone głównie do zwalczania grup lotniskowców potencjalnego przeciwnika oraz celów brzegowych i wraz z przyrządami kontroli ognia Argon-1143 tworzyły kompleks rakietowy Uragan-1143. Cztery podwójne rurowe wyrzutnie tych pocisków, w formie par cylindrów o dużej średnicy, rozmieszczone były na pokładzie dziobowym i były unoszone do startu pocisków. „Kijew” i „Mińsk” oprócz ośmiu rakiet w wyrzutniach posiadały także osiem zapasowych, do przeładowania. Pociski Bazalt miały zasięg do 550 km i przenosiły głowicę burząco-kumulacyjną o masie 500 kg lub jądrową. Mogły być kierowane zdalnie lub z wykorzystaniem aktywnego samonaprowadzania radiolokacyjnego, przy tym pełny zasięg pocisków mógł być wykorzystany jedynie przy użyciu samolotów lub śmigłowców wskazujących cel. Przy strzelaniu salwami, jeden pocisk mógł kierować lotem pozostałych w celu eliminacji możliwości wykrycia ich emisji radarowej, lub też grupa pocisków lecących na małej wysokości przeciwko wykrytym celom mogła dopiero na ostatnim etapie lotu włączyć stacje radiolokacyjne w celu utrudnienia wykrycia.
Okręty posiadały też rozbudowaną aparaturę do wykrywania okrętów podwodnych i silne uzbrojenie do walki z nimi, stanowiącej jedno z ich podstawowych zadań (wyposażenie to było również nietypowe dla okrętów tej wielkości). Oprócz śmigłowców pokładowych, jego trzon stanowiły, podobnie jak u krążowników typu Moskwa, niekierowane rakiety przeciw okrętom podwodnym systemu Wichr, z dwuprowadnicową wyrzutnią MS-32 umieszczoną na dziobie. Rakiety oznaczone 82R wystrzeliwane były w kierunku zlokalizowanych zanurzonych okrętów na odległościach do 20 km, przenosiły głowicę jądrową i promień ich rażenia wynosił 1,5 km. Zapas wynosił 16 rakiet, przeładowywanych automatycznie i był podwojony w stosunku do typu Moskwa. W razie konieczności, rakiety te mogły służyć także do zwalczania okrętów nawodnych, przy ustawieniu głębokości wybuchu na 0 m. „Kijew” i „Mińsk” uzbrojone były także w 10 wyrzutni torped kalibru 533 mm w dwóch pięciorurowych aparatach PTA-53-1143 umieszczonych w niszach burt. Służyły one do wystrzeliwania torped przeciw okrętom podwodnym SET-53 i SET-65, przenoszonych w liczbie 10 sztuk (w wyrzutniach). Ponadto, okręty miały dwie 12-prowadnicowe wyrzutnie rakietowych bomb głębinowych RBU-6000 systemu Smiercz-2, o zasięgu do 6 km, służące też do ochrony przeciw torpedom. Dane do strzelania dla pocisków Wichr i Smiercz-2 wypracowywał system Sprut-1143 (na „Noworossijsku” – Purga).
Krążowniki projektu 1143 miały także silne uzbrojenie przeciwlotnicze, w postaci dwóch podwójnych wyrzutni uniwersalnych rakiet średniego zasięgu systemu Sztorm-M i dwóch chowanych podwójnych wyrzutni rakiet bliskiego zasięgu systemu Osa-M (tylko na „Kijewie” i „Mińsku”). Pociski Sztorm-M posiadały głowicę odłamkowo-burzącą o masie 120 kg i mogły także służyć do zwalczania celów morskich. Ich podwójne wyrzutnie B-189 umieszczone były pomiędzy wyrzutniami drugiej grupy pocisków Bazalt na dziobie oraz z tyłu kompleksu nadbudówki. Każda wyrzutnia dysponowała 48 pociskami W-611 i współpracowała z własną stacją naprowadzania Grom, umieszczoną odpowiednio z przodu lub tyłu nadbudówki, mogącą naprowadzać na jeden cel dwie rakiety naraz. Zasięg pocisków Sztorm-S wynosił do 35 km, pułap – do 25 km. Wyrzutnie ZIF-122 pocisków Osa-M służyły do samoobrony i posiadały zapas po 20 pocisków 9M33. Umieszczone były: na lewej burcie na pokładzie dziobowym, obok wyrzutni pocisków Bazalt i na prawej burcie na pokładzie, przy końcu nadbudówki, obok wieży dział. Wyrzutnie były wysuwane spod pokładu jedynie w położeniu bojowym i posiadały własne stacje wykrywania celów i naprowadzania, umieszczone na sponsonach nadbudówki.
Zestaw uzbrojenia dopełniała artyleria w postaci dwóch podwójnie sprzężonych uniwersalnych armat automatycznych 76 mm AK-726 (na pokładzie dziobowym, pomiędzy pierwszą grupą wyrzutni pocisków Bazalt oraz na końcu kompleksu nadbudówki). Każda wieża dysponowała własnym radarem artyleryjskim MR-105 Turel umieszczonym z przodu lub tyłu nadbudówki i posiadała zapas amunicji 3400 nabojów. Ich szybkostrzelność wynosiła do 90 strzałów na minutę, donośność 13 km do celów powietrznych, 15,7 km do celów morskich. Wybór dział o takim stosunkowo niewielkim kalibrze spowodowany był ich dostępnością, w przeciwieństwie do dopiero projektowanych systemów większego kalibru (100 mm i 130 mm). Dla bezpośredniej obrony przed lotnictwem, rakietami i małymi celami morskimi okręty otrzymały nowo przyjęte na uzbrojenie zestawy artyleryjskie obrony bezpośredniej kalibru 30 mm AK-630, o zasięgu do 4–5 km. Ich osiem wież rozmieszczonych było w czterech grupach po dwie, z czterech stron okrętu (na obu burtach na rufie poniżej pokładu lotniczego, na lewej burcie na dziobie przed krańcem pokładu lotniczego oraz z przodu nadbudówki, przed mostkiem, w dwóch poziomach); każda grupa współpracowała z własnym radiolokatorem artyleryjskim MR-123 Wympieł. „Kijew” miał system AK-630, a dalsze okręty – ulepszony AK-630M.
Na jednostkach zainstalowano bogaty, jak na warunki radzieckie, zestaw urządzeń elektronicznych wykrywania celów i naprowadzania uzbrojenia, w tym wiele nowych systemów (przewidziano dla nich 24 nowe kompleksy urządzeń elektronicznych, łącznie z systemami walki i dowodzenia). Służyły one jako centra dowodzenia grupami okrętów i lotnictwa morskiego w zakresie wykrywania i zwalczania okrętów podwodnych. Do wykrywania celów powietrznych służył przede wszystkim trójwspółrzędny radar dalekiego zasięgu MR-600 Woschod, na szczycie nadbudówki, w jej przedniej części. Uzupełniał go radar trójwspółrzędny dozoru ogólnego (powietrznego i nawodnego) MR-750 Friegat, na tylnej części szczytu nadbudówki. Na „Noworossijsku” zastosowano także najnowszy radar Podkat, umożliwiający wykrywanie niskolecących pocisków manewrujących. Do celów nawigacyjnych służyły radary Wołna i Wajgacz-1143. Informacje ze stacji radiolokacyjnych były obrabiane przez zautomatyzowany system wskazywania celów Bajkał-1143. Do wykrywania okrętów podwodnych służyła przede wszystkim podkilowa stacja hydrolokacyjna dalekiego zasięgu MG-342 Orion w gruszce dziobowej  oraz stacja hydrolokacyjna Płatina z anteną holowaną na rufie (na „Noworossijsku” zamiast nich kompleks hydrolokacyjny Polinom). Uzupełniały je stacje wykrywania okrętów podwodnych na podstawie kontrastu cieplnego śladu torowego MI-110K i po śladzie torowym MI-110R. Dowodzenie, obróbkę informacji i kierowanie uzbrojeniem, w tym śmigłowcami przeciwpodwodnymi, wspomagał zautomatyzowany system Alleja-2 („Noworossijsk” – Alleja-2K, umożliwiający przekazywanie informacji w zespole dziewięciu okrętów). Okręty posiadały także liczne systemy rozpoznania elektronicznego (R-678N, R-670M, R-721, SRS-2, R-710, R-714) oraz systemy walki radioelektronicznej Gurzuf i Gurzuf-1 (ich anteny, montowane na ścianach nadbudówki, miały charakterystyczną formę dwóch kul jedna nad drugą) oraz Kolco. Na „Noworossijsku” zastosowano nowsze systemy walki radioelektronicznej Kantata w miejsce Gurzuf, z innymi antenami. Najwyższe miejsce na maszcie w centrum nadbudówki zajmowała kulista osłona anteny radiolatarni systemu automatycznego naprowadzania samolotów Priwod-SW.

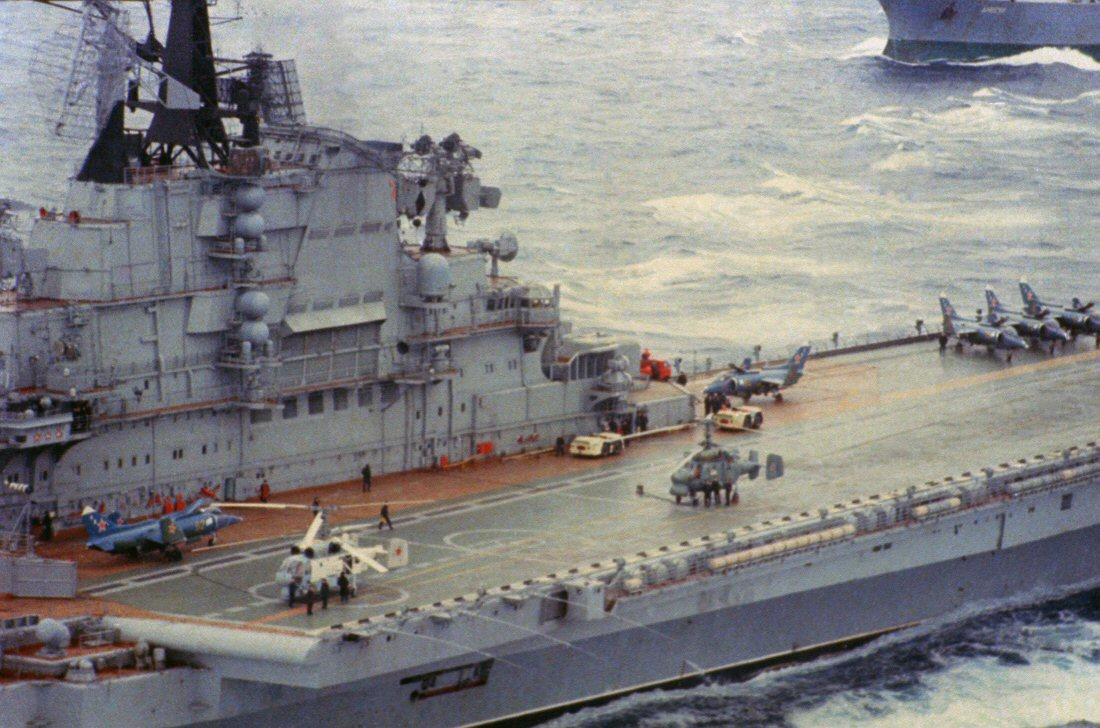
„Kijew” w 1988 – na pokładzie śmigłowce Ka-27 i Ka-25 (od lewej) oraz samoloty Jak-38. Pary kulistych anten na ścianie nadbudówki należą do systemów walki radioelektronicznej Gurzuf

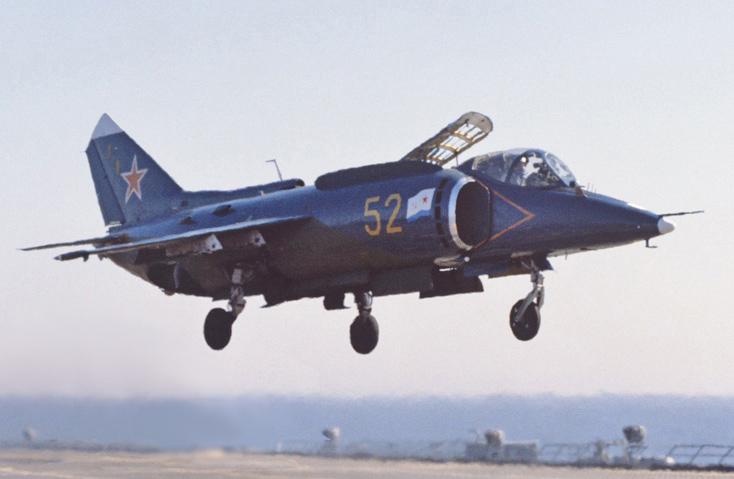
Jak-38 w zawisie

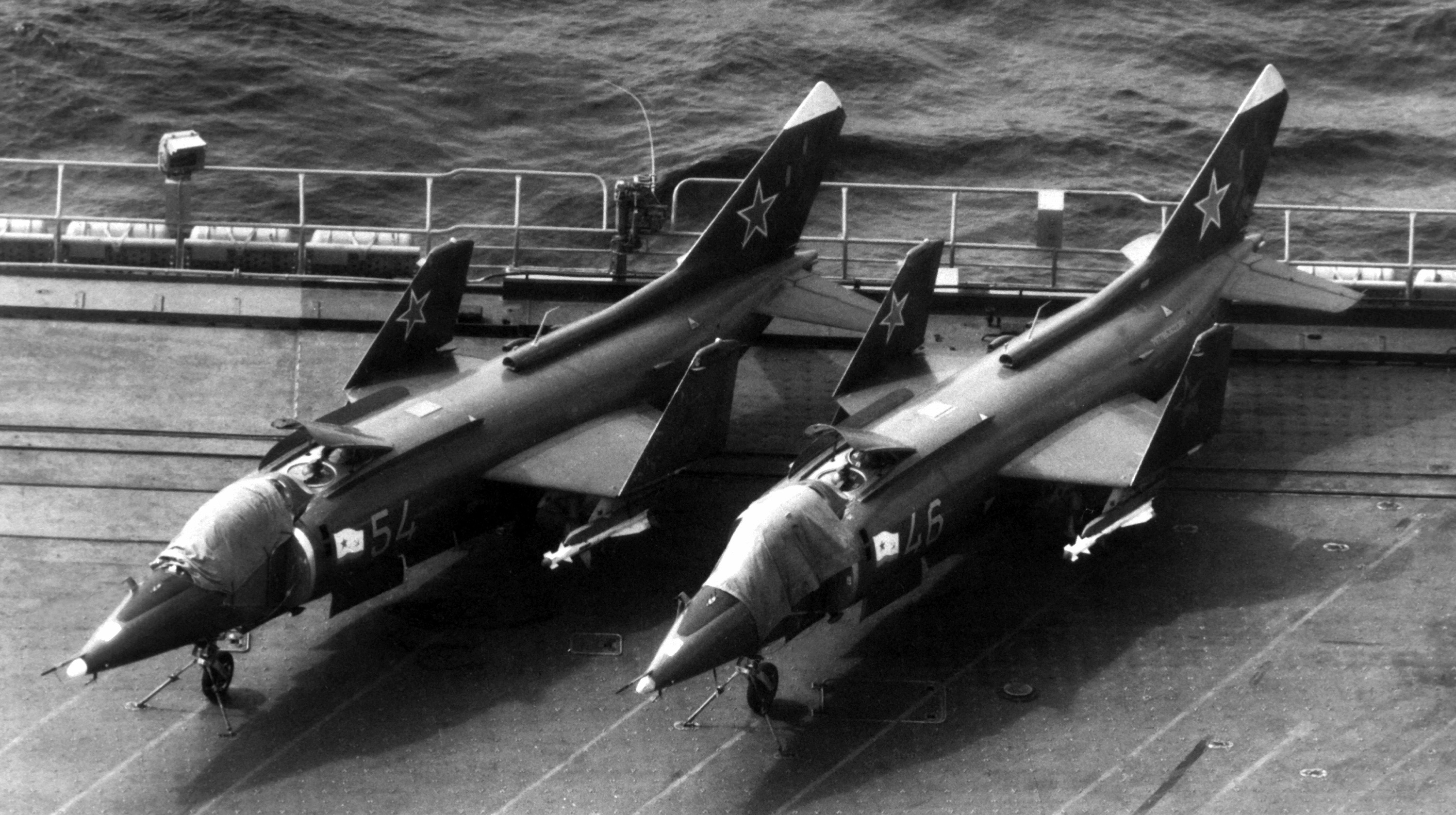
Dwa Jaki-38 z pociskami R-60 na pokładzie jednego z okrętów

### Wyposażenie lotnicze
Grupa lotnicza składała się według początkowego projektu z 22 maszyn: 20 samolotów myśliwsko-szturmowych Jak-38 (Jak-38M) lub śmigłowców zwalczania okrętów podwodnych Ka-25PŁ, oraz dwóch śmigłowców ratowniczych Ka-25PS. Na okrętach też używane były samoloty szkolno-treningowe Jak-38U. W latach 80. śmigłowce Ka-25 zastępowano też nowszymi Ka-27. Skład grupy nie był sztywno ustalony, z reguły stosowano warianty mieszane. Całość grupy lotniczej przenoszona była w hangarze. Po wejściu pierwszego „Kijewa” do służby w 1975 roku zdecydowano ustawiać samoloty obok siebie naprzemiennie tyłem i przodem oraz zmniejszyć odstępy między nimi, dzięki czemu można było na okrętach tego typu przenosić maksymalnie do 36 maszyn. Według niektórych źródeł, ustalony skład obejmował 30 samolotów lub 12 samolotów i 18 śmigłowców Ka-25PŁ lub 32 śmigłowce Ka-25PŁ i w każdym wariancie dwa śmigłowce ratownicze. Początkowo stosowano jedynie technikę pionowego startu i lądowania samolotów. Zwykle praktykowano pionowy start trójkami samolotów co 10 minut; start szóstką nie był praktykowany z uwagi na małą długotrwałość lotu i utrudnienia w jednorazowym lądowaniu większej liczby samolotów. Ponadto, przed zamontowaniem na pokładzie ekranów chroniących przed wiatrem, start pionowy z trzech pierwszych pozycji był utrudniony i w praktyce używane były stanowiska rufowe. Statki powietrzne dostarczone z hangaru rufowym podnośnikiem były przemieszczane na trzy stanowiska techniczne po prawej burcie, oznaczone białymi pasami, gdzie były tankowane i uzbrajane. Następnie samoloty kołowały na pozycje startowe, rozkładając skrzydła, i po pionowym starcie i zawisie nad pokładem, odchodziły wzwyż i w lewo. Lądowanie zwykle odbywało się na pozycjach numer 4 i 5, skąd samoloty kołowały na dziobowe stanowiska obsługi technicznej, za wyrzutniami rakiet. Tam mogły być tankowane i następnie stamtąd mogły być spuszczone do hangaru lub holowane ponownie na stanowiska rufowe.
Jak-38 do zadań myśliwskich przenosił jedynie pociski powietrze-powietrze bliskiego zasięgu R-3 lub R-60 i podwieszane zasobniki z działkami kalibru 23 mm, a do celów uderzeniowych – klasyczne bomby o wagomiarze do 500 kg, wyrzutnie niekierowanych pocisków rakietowych lub kierowane pociski Ch-23, lecz ich udźwig był ograniczony (1000 kg przy pionowym starcie). Przy pionowym starcie, z masą uzbrojenia ograniczoną do 750 kg, faktycznie promień działania wynosił ok. 90–160 km w zależności od wysokości lotu – ok. 20 minut lotu). W latach 80. wdrożono technikę krótkiego startu i lądowania, z rozbiegiem długości 110 m i krótkim dobiegiem, przetestowaną po raz pierwszy na pokładzie w 1979 roku, która pozwoliła na znaczne zmniejszenie zużycia paliwa przy tych operacjach, a zarazem zwiększenie masy startowej o maksymalnie 1400 kg. Promień działania wzrósł do 250 km na małych lub 350 km na dużych wysokościach. W 1985 roku przyjęto na uzbrojenie zmodernizowane samoloty Jak-38M, o nieco większym udźwigu, mogące przenosić dodatkowo pociski powietrze-woda Ch-25MR, kasety bombowe RBK-500 i dwa dodatkowe zbiorniki paliwa po 400 l, zwiększające promień działania do 1855 km, lecz ograniczające udźwig uzbrojenia. Etatowy zapas uzbrojenia lotniczego okrętu obejmował m.in. 18 specjalnych (atomowych) bomb RN-28, 143 pociski kierowane Ch-23, 176 pocisków powietrze-powietrze R-3S, 30 zasobników zapalających ZB-500, 4800 rakiet niekierowanych S-5 i 30 kaset bombowych RBK-250 w wariancie uderzeniowym lub 30 torped lotniczych AT-1 i 40 bomb głębinowych PŁAB-250-120 w wariancie przeciwpodwodnym.

### Napęd, systemy i wyposażenie
Siłownia okrętów była w części zunifikowana z krążownikami projektów 58 i 1123. Napęd stanowiły 4 zespoły turbin parowych TW-12-3 o mocy łącznej 180 000 KM, napędzające 4 czterołopatowe śruby, wykonane z brązu. Parę wytwarzało 8 kotłów parowych KWN-98/64. Turbiny rozmieszczone były w osobnych przedziałach, wraz z odpowiadającymi im kotłami, i każda napędzała osobną śrubę. Siłownia znajdowała się na śródokręciu, przy czym dziobowe przedziały siłowni, rozmieszczone jeden obok drugiego, oddzielone były od rufowych przedziałów innymi pomieszczeniami, dla zwiększenia odporności. Prąd dostarczało 6 turbogeneratorów i 4 generatory spalinowe o mocy łącznej 15 000 kW, umieszczone w osobnych pomieszczeniach, sąsiadujących z przedziałami siłowni. Okręty miały po dwie 10-tonowe kotwice patentowe Halla. Stery były podwójne, półzbalansowane. Okręty miały też aktywne stabilizatory przechyłów.
Etatowe środki pływające obejmowały dwa kutry dowódcy proj. 1404 Sokolionok, dwa kutry robocze proj. 1402B Biekas, dwie łodzie 6-wiosłowe, umieszczone w niszach burt w części rufowej. Ponadto, środki ratunkowe obejmowały 120 nadmuchiwanych tratw PSN-10M.
Załoga etatowo składała się z 1433 osób, w tym 280 oficerów (jako okręt flagowy: 1483 osoby, w tym 320 oficerów). Autonomiczność wynosiła 30 dób.

### Różnice w projekcie 11433
W stosunku do „Kijewa” i „Mińska”, zmiany na „Noworossijsku” nastąpiły głównie w instalacji nowszego wyposażenia elektronicznego, w tym radaru do wykrywania celów niskolecących Podkat oraz kompleksu hydrolokacyjnego Polinom w miejsce stacji hydrolokacyjnych Orion i Płatina. Zmienił się też system kierowania uzbrojeniem przeciwpodwodnym i usunięto wyrzutnie torped przeciw okrętom podwodnym oraz zapasowe rakiety systemu Bazalt. Powiększono od początku grupę lotniczą do 30 maszyn, po czym do 36, jak na pozostałych okrętach. Planowano wprowadzić na uzbrojenie okrętu dopiero projektowane naddźwiękowe myśliwce pionowego i krótkiego startu i lądowania Jak-41 i urządzono dla nich trzy pozycje startowe z szachtami dużej średnicy odprowadzającymi ich gorętsze gazy wylotowe w dół pod sponson, nakrytymi kratami, ale ostatecznie je usunięto i zabudowano. Zamierzano unowocześnić uzbrojenie przeciwlotnicze bliskiego zasięgu, przez zamianę wyrzutni pocisków rakietowych Osa-M na Kindżał i zestawów artyleryjskich AK-630M na rakietowo-artyleryjskie Kortik, lecz na skutek opóźnień w ich opracowaniu okręt otrzymał ostatecznie zestawy AK-630M, a pocisków przeciwlotniczych bliskiego zasięgu nie zamontowano w ogóle, przez co miał on słabsze uzbrojenie od poprzedników. Ilość paliwa lotniczego zwiększono do 1500-1650 t. Przewidziano też możliwość operowania z pokładu średnich i ciężkich śmigłowców transportowych i desantowych Mi-8, Mi-14 i Mi-6 o masie do 37 ton, którym zapewniono możliwość poboru prądu z instalacji okrętowych. Przeprojektowaniu uległa znaczna część pomieszczeń wewnętrznych. Podstawowy wariant grupy lotniczej „Noworossyjska” przewidywał 16 samolotów Jak-38, 18 śmigłowców przeciwpodwodnych Ka-27 i dwa ratownicze Ka-25PS (Ka-27PS). Jednym z alternatywnych wariantów był: 14 Jak-38, dwa szkolne samoloty Jak-38U, 16 śmigłowców Ka-27, 2 Ka-25PS i 2 śmigłowce wskazywania celów dla pocisków Bazalt, Ka-25C.

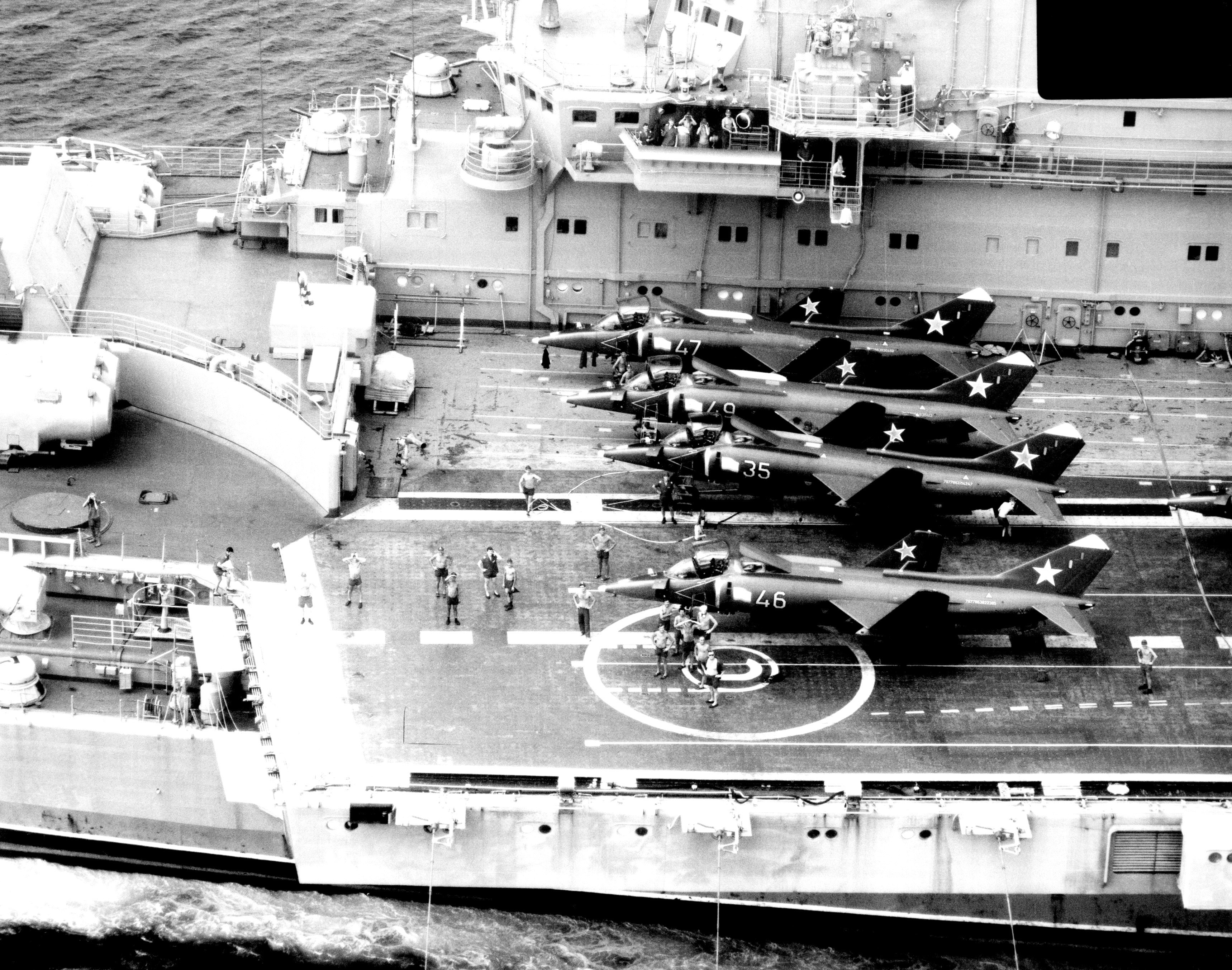
Jaki-38 na pokładzie „Mińska”, ze złożonymi skrzydłami. Po lewej widoczna okrągła pokrywa schowanej wyrzutni pocisków plot Osa-M

## Ocena
Według założeń projektowych, okręty typu Kijew miały być wysoce uniwersalne i służyć do osłony powietrznej zespołów floty, przykrycia rejonów patrolowania atomowych okrętów podwodnych, które stanowiły najważniejszy komponent strategiczny radzieckiej floty, zwalczania okrętów podwodnych i nawodnych oraz wspierania desantów. Ostatecznie po zmianie klasyfikacji w 1977 roku jako ich podstawowe zadanie zdefiniowano zapewnienie osłony własnych strategicznych okrętów podwodnych, zespołów okrętów i samolotów przenoszących rakiety przeciwokrętowe w rejonach ich działania bojowego. Głównym sposobem ochrony okrętów podwodnych miało być zwalczanie samolotów patrolowych państw NATO. Ćwiczono też wspieranie przez okręty desantów. W praktyce, zakładane cele udało się osiągnąć jedynie w części, głównie z powodu ograniczonych możliwości bojowych będących na ich uzbrojeniu samolotów Jak-38. Głównymi wadami Jaków-38 była mała długotrwałość lotu i promień działania (pierwotnie do ok. 160 km) oraz niewielki udźwig uzbrojenia, wynikające częściowo z dużego zużycia paliwa podczas pionowego startu i lądowania oraz przyjętej konfiguracji z silnikami pomocniczymi, stanowiącymi zbędny ciężar w czasie lotu. Samoloty te ponadto słabo nadawały się do zadań myśliwskich, nie posiadając radaru oraz przenosząc jedynie pociski powietrze-powietrze bliskiego zasięgu i osiągając stosunkowo niewielką prędkość, niewiele przekraczającą prędkość dźwięku. Niewielkie były również możliwości uderzeniowe samolotów, których zasadnicze uzbrojenie stanowiły klasyczne bomby lotnicze, o ograniczonej masie, zwłaszcza przy pionowym starcie (do 1000 kg). Sytuację w niewielkim zakresie poprawiło wdrożenie w latach 80. techniki krótkiego startu i lądowania. Pozwoliła ona na zwiększenie masy startowej i zmniejszenie zużycia paliwa przy tych operacjach, a w konsekwencji na zwiększenie udźwigu i promienia działania do 250–350 km. W przeciwieństwie do bardziej udanego brytyjskiego Harriera, samoloty te nie nadawały się natomiast do startu ze „skoczni” (podwyższonego pokładu), który pozwalałby jeszcze zwiększyć te parametry. Jako główne zadanie Jaków-38 w konfiguracji myśliwskiej postrzegano zwalczanie morskich samolotów patrolowych oraz samolotów wczesnego ostrzegania (AWACS), co jednak było możliwe w praktyce tylko przy braku ich osłony myśliwskiej i dodatkowo było utrudnione ograniczonym promieniem działania Jaków i koniecznością naprowadzania ich z okrętu. Zakładano, że wypełnienie przewidywanych celów możliwe będzie jedynie przy zmasowanym użyciu samolotów Jak-38. Z tych względów, okręty typu Kijew nie były w żadnym razie i nie miały być odpowiednikiem lotniskowców uderzeniowych, używanych przez część państw NATO. W pewnym zakresie były natomiast porównywalne z dwukrotnie mniejszymi brytyjskimi lotniskowcami typu Invincible, konstruowanymi przede wszystkim jako nosiciele śmigłowców zwalczania okrętów podwodnych, nie przenoszącymi natomiast własnych rozbudowanych systemów uzbrojenia.

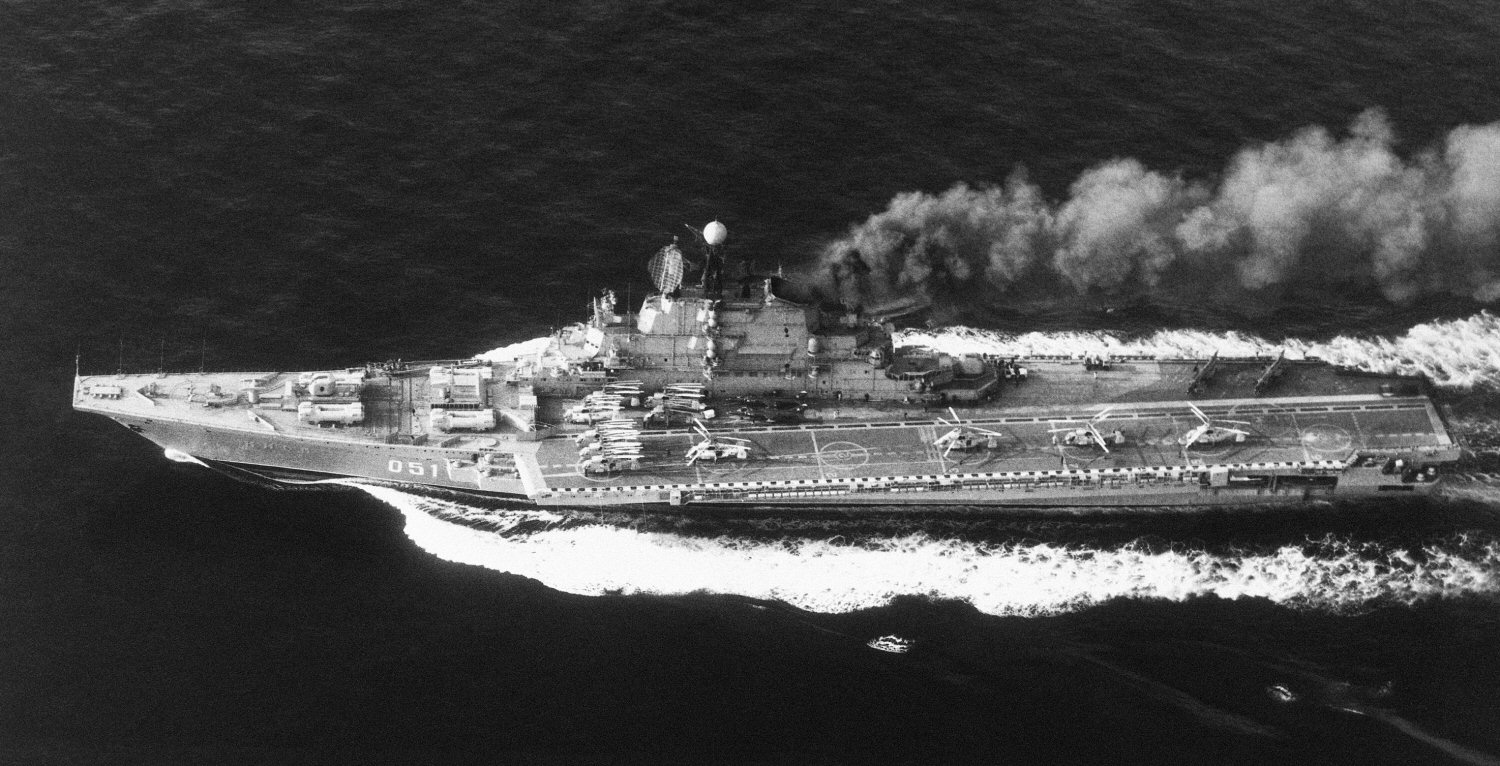
„Kijew” pod pełną parą, 1987

Ogólnie projekt okrętów typu Kijew oceniany jest w literaturze rosyjskiej jako stosunkowo udany. Wprowadziły one nową jakość i nowy etap rozwoju we flocie radzieckiej, pozwalając jej zebrać doświadczenia w eksploatacji i użyciu samolotów pokładowych. W odróżnieniu od typowych lotniskowców, ich siła bojowa płynęła w znacznej części z zamontowanego na nich uzbrojenia i wyposażenia. Dzięki niemu oraz przenoszonym śmigłowcom miały duże możliwości zwalczania okrętów podwodnych (ich zwalczanie było strategicznym celem marynarki radzieckiej, z uwagi na stwarzane przez nie zagrożenie dla własnej floty podwodnych nosicieli rakiet balistycznych). Niezłe były też ich zdolności zwalczania celów powietrznych, chociaż radar dalekiego zasięgu Woschod na dwóch pierwszych okrętach miał słabe możliwości wykrywania celów niskolecących. Mimo niewielkich możliwości uderzeniowych lotnictwa pokładowego, okręty miały silne uzbrojenie rakietowe do zwalczania grup okrętów (pociski manewrujące P-500 Bazalt o zasięgu 550 km i głowicy o masie 1000 kg lub atomowej 350 kT). Z drugiej strony, pociski Bazalt wkrótce utraciły częściowo skuteczność, mogąc być przechwytywane przez zachodnie myśliwce.
Z konstrukcyjnego punktu widzenia okręty nie sprawiały większych problemów w eksploatacji, miały też dobre własności morskie. Na eksploatacji okrętów odbił się brak odpowiedniej infrastruktury w bazach na Dalekiej Północy i Oceanie Spokojnym, powodujący, że musiały one normalnie kotwiczyć na redach, a część ich kotłowni cały czas pracowała w celach bytowych, co powodowało wypracowanie resursów. Przebywanie przez większość roku w niskich temperaturach powodowało też kondensację pary przy dużej powierzchni wychładzanego pokładu, co ujemnie wpływało na trwałość okrętów.

## Służba

### „Kijew”
15 czerwca 1976 roku „Kijew” został przydzielony do Floty Północnej, po czym w lipcu/sierpniu, z pięcioma samolotami Jak-36M na pokładzie został przebazowany z Morza Czarnego przez Morze Śródziemne do Siewieromorska na północy ZSRR. Po zakończeniu drugiego etapu prób w grudniu 1976 roku, okręt został oficjalnie przyjęty do służby dopiero w lutym 1977 roku. W kwietniu 1977 roku „Kijew” wziął udział w ćwiczeniach Siewier-77. Od 20 grudnia 1977 do 4 kwietnia 1978 roku okręt odbył rejs ćwiczebny w składzie grupy okrętów na Atlantyk i Morze Śródziemne. 3 listopada 1978 roku na redzie Siewieromorska okręt został podczas szkwału zerwany z kotwicy i wyrzucony na mieliznę, unikając jednak uszkodzeń. Od 16 stycznia do 27 marca 1979 roku okręt odbył trzeci rejs na Morze Śródziemne. Przy tym, w marcu 1979 grupa „Kijewa” spotkała się na Morzu Śródziemnym z grupą bliźniaczego „Mińska” i odbyły razem ćwiczenia – po raz pierwszy większej grupy radzieckich okrętów lotniczych. Ćwiczono także wtedy przekazywanie zapasów w morzu z nowego okrętu zaopatrzeniowego „Bieriezina”. W tym roku „Kijew” uczestniczył jeszcze w ćwiczeniach przeciwpodwodnych Razbieg-79. Czwarty rejs na Morze Śródziemne okręt odbył od 30 grudnia 1979 do 28 kwietnia 1980 roku.

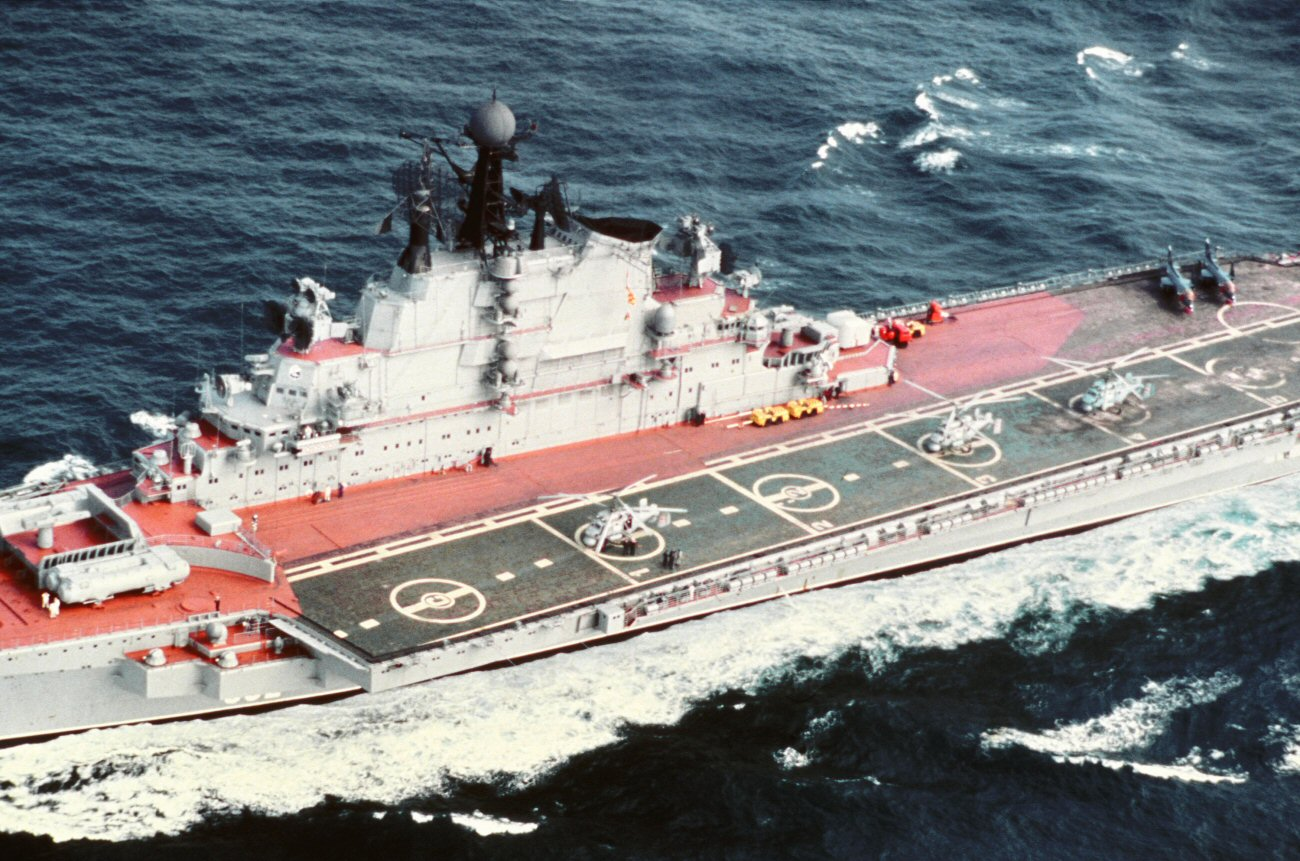
Okręt projektu 1143 (prawdopodobnie „Kijew”), 1 września 1982. Zwraca uwagę malowanie pokładu.

W 1981 „Kijew” wypłynął w piąty rejs szkoleniowy na Morze Śródziemne w dniach od 6 stycznia do 15 marca, połączony z udziałem w ćwiczeniach na Morzu Czarnym, a następnie wypłynął w kolejny rejs od 17 lipca do 18 września, na Morze Śródziemne i Morze Bałtyckie. Podczas drugiego rejsu, wziął we wrześniu udział jako okręt flagowy w dużych ćwiczeniach Zapad-81 („Zachód-81”) na Bałtyku, zorganizowanych w związku z sytuacją polityczną w Polsce, razem z polską Marynarką Wojenną i marynarką NRD, podczas których ćwiczono m.in. wysadzanie i wsparcie desantu morskiego. Ćwiczenia te uznawane były za element nacisku na Polskę. Na pokładzie „Kijewa” przebywał podczas ćwiczeń m.in. minister obrony ZSRR Dmitrij Ustinow i dowódca floty Siergiej Gorszkow oraz ministrowie obrony państw stron Układu Warszawskiego, w tym Wojciech Jaruzelski. W 1981 roku odbyło się najwięcej lotów samolotów z pokładu „Kijewa” – 715.
W 1982 „Kijew” odbył siódmy rejs szkolny na Atlantyk i Morze Śródziemne w dniach od 27 lipca do 30 września. Wziął też w tym roku w ćwiczeniach Szczit-82 („Tarcza-82”) na Bałtyku, a następnie w grudniu 1982 został przebazowany na Morze Czarne w celu remontu w Mikołajowie, połączonego z modernizacją, głównie wyposażenia elektronicznego oraz magazynów pocisków rakietowych woda-woda. Zainstalowano też na pokładzie koło dziobowej wyrzutni pocisków Osa-M trzy ekrany wyrównujące przepływ powietrza i polepszające warunki startu z trzech pierwszych pozycji. Remont zakończono 1 listopada 1984. Od 1985 prowadzono szkolenie w krótkim starcie samolotów Jak-38, pozwalającym na zwiększenie udźwigu i zasięgu. Przeprowadzono też próby startu grupy 10 samolotów. W tym okresie także śmigłowce Ka-25PŁ zostały zastąpione przez nowsze Ka-27.

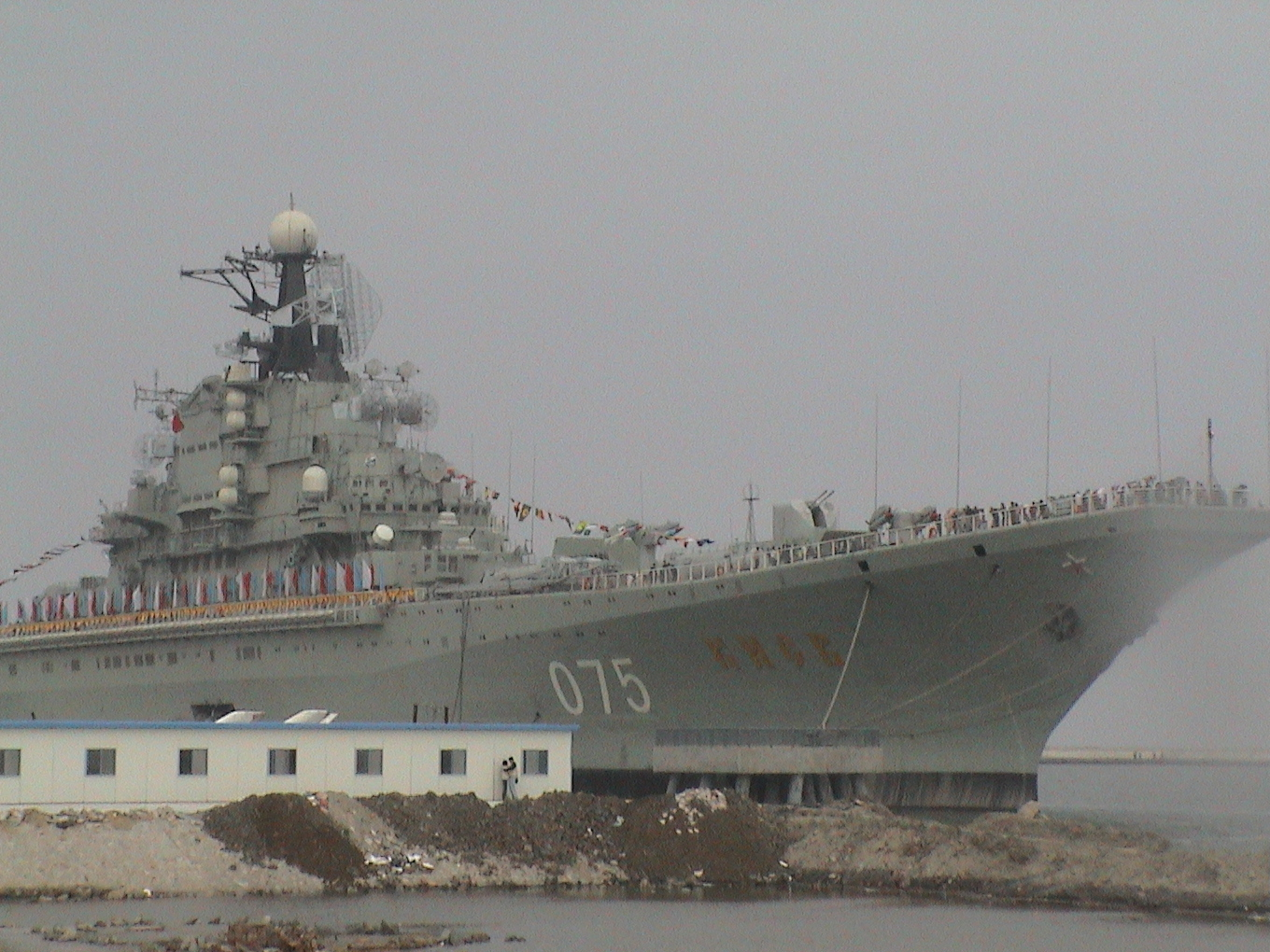
Dawny „Kijew” w Tianjin w Chinach, 2004

20 marca 1985 „Kijew” wyszedł w ósmy rejs szkoleniowy, na Morze Śródziemne, po którym przebazował ponownie na północ Rosji. W tym roku okręt został odznaczony Orderem Czerwonego Sztandaru. W czerwcu uczestniczył w ćwiczeniach przeciwpodwodnych Atlantika-85. Od 31 grudnia 1985 do 21 maja 1986 okręt odbył kolejny rejs szkoleniowy na Morze Śródziemne i Czarne. Dziesiąty rejs w ten rejon „Kijew” odbył od 5 stycznia do 24 czerwca 1987. W tym roku ustanowił kolejny rekord startów samolotów: 757. Rejs ten jednak był ostatnim dalekim rejsem, gdyż po powrocie do Siewieromorska „Kijew” był z przerwami remontowany. 31 października 1989 odstawiono go do remontu w Murmańsku, a 21 grudnia 1989 wycofano go do rezerwy I kategorii. W 1990 odbył jeden krótki rejs szkoleniowy. W sierpniu 1991 okręt wycofano do rezerwy II kategorii, a następnie po rozpadzie ZSRR został objęty przez Rosję. W związku jednak z kłopotami budżetowymi i częściowym zużyciem mechanizmów, 30 czerwca 1993 okręt wycofano ze służby, a 28 sierpnia tego roku opuszczono na nim banderę. 20 maja 2000 po rozbrojeniu „Kijew” został sprzedany do Chin i odholowany do Szanghaju. We wrześniu 2003 udostępniono go jako centrum rozrywkowo-turystyczne koło Dagu. Następnie rozpoczęto jego przebudowę na luksusowy hotel w parku rozrywki Binhai w Tianjin. Przebudowa jednostki kosztowała ok. 15 mln dolarów i zakończyła się 6 stycznia 2012 roku. Za tę kwotę urządzono w nim 148 pokoi o wysokim standardzie.
Podczas swojej służby, „Kijew” przebył 240 850 mil morskich, z jego pokładu odbyło się 4258 startów samolotów i 9154 śmigłowców.
Okręt nosił numery burtowe (lista może być niepełna, w nawiasie rok): 852 (1975), 860 (1977), 812 (1977/1978), 802 (1978, 1979), 069 (1979), 062 (1981), 121 (1982-1985), 051 (1987), 075 (1989 i później).

### „Mińsk”

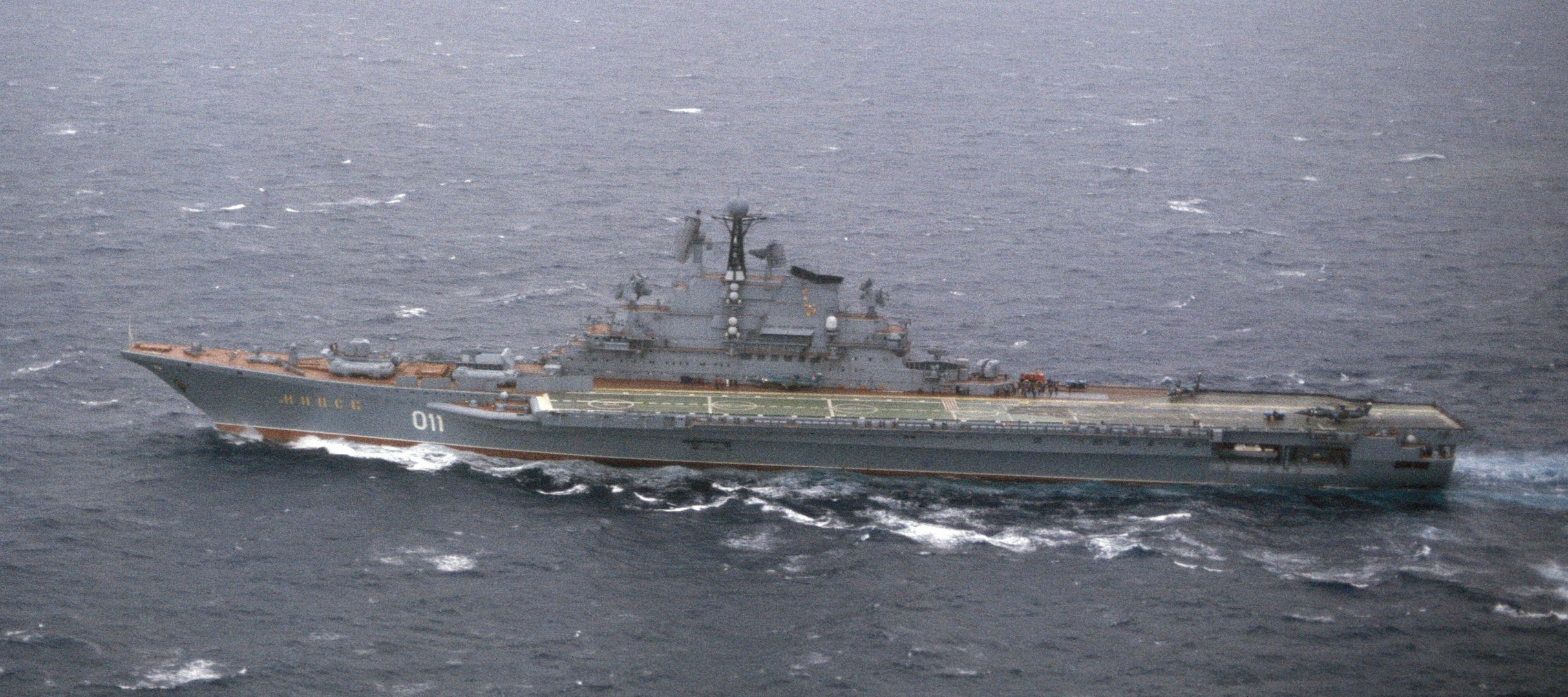
„Mińsk” w 1983

Po wejściu do służby, od września 1978 „Mińsk” wchodził w skład Floty Czarnomorskiej. 26 października 1978 jeden z jego Jaków-38 przy starcie wpadł do wody, pilot zginął. 13 stycznia 1979 zmieniono przydział „Mińska” na Flotę Oceanu Spokojnego i 24 lutego w składzie grupy okrętów wyszedł z Morza Czarnego na Ocean Spokojny. Na Morzu Śródziemnym w marcu doszło do spotkania z grupą bliźniaczego „Kijewa”, po czym prowadzono wspólne ćwiczenia. Dalsza droga przebiegała przez Gibraltar i wokół Afryki. 2 kwietnia 1979 na skutek nieprzystosowania silników samolotów do służby tropikalnej, wpadł do morza Jak-38U (załoga uratowała się). W celu zmniejszenia obciążenia silników, wdrożono także wówczas technikę krótkiego startu samolotów.
3 lipca 1979 „Mińsk” dotarł do miejsca przeznaczenia, wchodząc w skład 175. Brygady Okrętów Rakietowych Floty Oceanu Spokojnego. 27 grudnia 1979 na skutek awarii dysz silników do morza wpadł kolejny Jak-38U (załogę uratowano), a 8 września 1980 po starcie, Jak-38. W latach 1981–1982 na „Mińsku” zamontowano 3 ekrany wyrównujące przepływ powietrza nad pokładem i polepszające warunki startu z pierwszych trzech pozycji. Od 26 września 1982 do 15 lutego 1983 „Mińsk” odbył rejs ćwiczebny na Oceanie Indyjskim, zachodząc do Mumbaju i Adenu. W marcu-kwietniu 1984 odbył rejs ćwiczebny na Morzu Południowochińskim, ponownie w marcu-kwietniu 1986 (wziął wówczas udział w manewrach radziecko-wietnamskich). Utracił wówczas kolejnego Jaka-38. W lipcu 1986 „Mińsk” odbył wizytę w Wŏnsan (KRLD). W 1986 zdobył nagrodę dowódcy marynarki wojennej za wyniki strzelań rakietowych.
Podczas służby, z „Mińska” odbyto 2390 startów Jak-38 i 3166 śmigłowców. Służba na Oceanie Spokojnym, bez rozbudowanej infrastruktury baz, z bazowaniem na redach, przy ciągłej pracy części kotłów i turbogeneratorów, spowodowała jednak intensywne zużycie mechanizmów okrętu. W 1991 zamierzano skierować okręt do remontu do Mikołajowa, jednakże planom tym przeszkodził rozpad ZSRR i kryzys ekonomiczny. W październiku 1992 okręt zakonserwowano, a 30 czerwca 1993 rozbrojono i wycofano z listy floty Rosji. 31 sierpnia 1993 nastąpiło opuszczenie bandery. Okręt następnie sprzedano południowokoreańskiej firmie w celu złomowania i 20 października 1995 odholowano do Pusan. Jednakże w 1998 dawny „Mińsk” został sprzedany za 5 mln dolarów chińskiej firmie Minsk Aircraft Carrier Industry Company, po czym od 27 września 2000 otwarty został jako muzeum oraz centrum rozrywkowe i turystyczne w porcie Shenzhen w Chinach. W 2006 roku spółka jednak zbankrutowała i „Minsk” został wystawiony na sprzedaż.
Okręt nosił numery burtowe (lista może być niepełna, w nawiasie rok): 015 (1978), 130 (1978), 117 (1979), 042 (1980), 011 (1981), 025 (1982-1984), 038 (1991), 015 (1992 i później).

### „Noworossijsk”

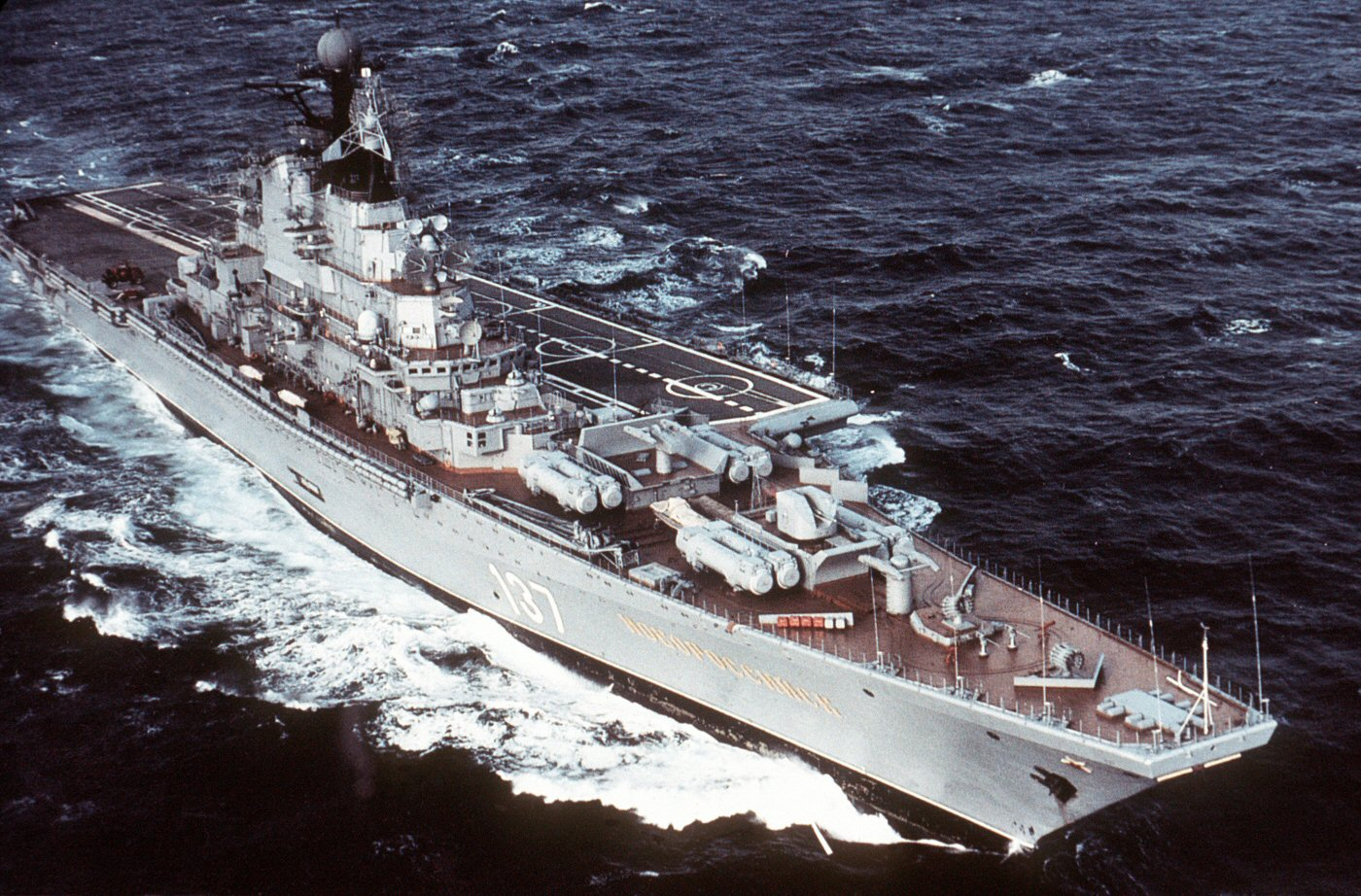
„Noworossijsk”. Widoczne uzbrojenie na dziobie.

„Noworossijsk” został początkowo przydzielony do Floty Północnej i 14 maja 1983 wyszedł z Sewastopola w celu przebazowania przez Morze Śródziemne i Atlantyk do Siewieromorska, gdzie przybył 7 czerwca. Wkrótce zmieniono jego przydział na Flotę Oceanu Spokojnego i od 17 października 1983 do 27 lutego 1984 odbył rejs wokół Europy i Afryki do nowego miejsca bazowania. Uczestniczył tam w licznych ćwiczeniach Floty, m.in. w marcu-kwietniu 1985 w rejonie Hawajów, w celu opracowania wariantu ataku i wysadzenia desantu na amerykańską bazę Pearl Harbor na wypadek wojny. „Noworossijsk” był uznany za przodujący okręt we Flocie w 1985. W maju 1988 odbył wizytę w Wonsan (KRLD). Od 1988 do 1990 okręt był w remoncie.
W 1991 samoloty Jak-38 wycofano do rezerwy, a w 1992 wycofano je z uzbrojenia marynarki Rosji i na uzbrojeniu „Noworossijska” pozostały jedynie śmigłowce przeciwpodwodne. Już wcześniej jednak, na skutek kłopotów budżetowych, okręt ostatni raz wyszedł w morze w maju 1991. Służba na Oceanie Spokojnym, bez rozbudowanej infrastruktury, spowodowała intensywne zużycie mechanizmów okrętu, mimo stosunkowo krótkiego okresu służby. Po rozpadzie ZSRR i przejęciu „Noworossijska” przez marynarkę Rosji, wycofano go do rezerwy. W czerwcu 1993 zdecydowano wycofać okręt ze służby i rozpoczęto demontaż wyposażenia wojskowego, podobnie jak na bliźniaczym „Mińsku”. 31 sierpnia 1994 został wycofany ze służby i w styczniu 1996 sprzedany południowokoreańskiej firmie Yang Distribution Co. w celu złomowania.
Podczas służby, z „Noworossijska” przeprowadzono ok. 1600 startów samolotów Jak-38 i 38M oraz 2300 startów śmigłowców.
Okręt nosił numery burtowe (lista może być niepełna, w nawiasie rok): 137 (1981-1983), 018 (1984, 1986), 028 (1988), 010 (1988), 028 (1991)

## Dane taktyczno – techniczne
Dane dla „Kijew” i „Mińsk”, w nawiasach różnice dla „Noworossijska”
- wyporność:
  - standardowa: 30 530 t (31 900 t)
  - normalna: 36 300 t (37 800 t)
  - pełna: 41 370 t (43 220 t)
  - maksymalna: 42 100 t (43 710 t)
- wymiary:
  - długość całkowita: 273,10 m
  - długość na linii wodnej: 235,90 m (235,80 m)
  - szerokość: 49,20 m (51,30 m)
  - szerokość na linii wodnej: 31 m
  - zanurzenie: 8 m, maks. 11 m
  - wysokość burt: 21,6 – 24,9 m
- napęd: 4 turbiny parowe TW-12-3 o mocy łącznej 180 000 KM, 8 kotłów parowych KWN-98/64, 4 śruby
- prędkość: pełna 30,7 węzłów, ekonomiczna 18,3 w, maksymalna 32,5 w
- zasięg: 8000 mil morskich przy prędkości 18 w
- zapas paliwa: t mazutu
- załoga: 1433-1483 (1607-1659)

Uzbrojenie:
- 4 podwójne wyrzutnie SM-241 ciężkich pocisków przeciwokrętowych P-500 Bazalt na dziobie
  - 16 pocisków, zasięg 550 km
- 2 podwójne wyrzutnie B-189 pocisków przeciwlotniczych średniego zasięgu W-611 (4K60) systemu Sztorm-M na dziobie i za nadbudówką
  - 96 pocisków, zasięg 35 km, pułap 25 km
- 2 podwójne wyrzutnie ZIF-122 pocisków przeciwlotniczych bliskiego zasięgu 9M33 Osa-M na dziobie i za nadbudówką („Noworossijsk” – brak)
  - 40 pocisków
- 4 działa uniwersalne kalibru 76,2 mm AK-726 w 2 wieżach na dziobie i za nadbudówką (2xII)
  - donośność: 15,7 km, zapas 3400 pocisków
- 8 działek przeciwlotniczych i przeciwrakietowych 30 mm AK-630, zgrupowanych w 4 zespoły („Mińsk”, „Noworossijsk” – AK-630M)
- 1 podwójna wyrzutnia MS-32 niekierowanych pocisków rakietowych przeciw okrętom podwodnym RPK-1 Wichr na dziobie (16 pocisków)
- 10 wyrzutni kalibru 533 mm torped przeciw okrętom podwodnym w 2 pięciorurowych aparatach PTA-53-1143 (10 torped) („Noworossijsk” – brak)
- 2 dwunastoprowadnicowe wyrzutnie rakietowych bomb głębinowych RBU-6000 na dziobie
  - zapas 120 bomb RGB-60, zasięg 6 km

Grupa lotnicza

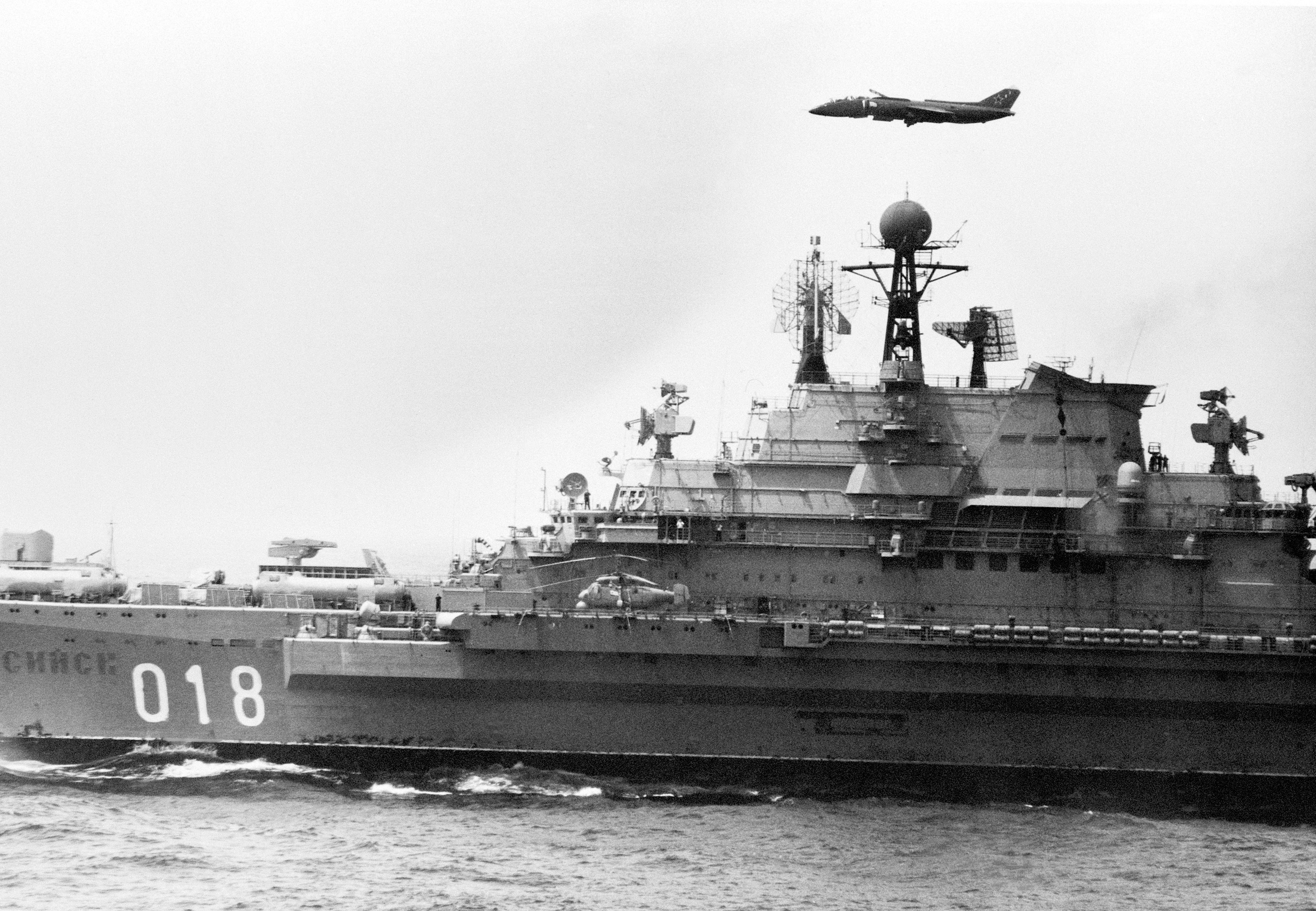
Jak-38U po starcie z „Noworossijska”, 1986. Dobrze widoczne anteny systemów elektronicznych: na szczycie kulista antena systemu naprowadzania lotnictwa Priwod-SW, obok niej radary: od dziobu Woschod, od rufy Friegat. Poniżej z przodu i tyłu nadbudówki dwie stacje naprowadzania pocisków plot Grom, poniżej dwa radary artyleryjskie Turel. Na ścianie nadbudówki, pod masztem, słabo widoczny radar Podkat. U podstawy masztu anteny systemu walki radioelektronicznej Kolco.

- 22 samoloty i śmigłowce (Jak-38, Ka-25, Ka-27) („Kijew”, „Mińsk”)
- 36 samolotów i śmigłowców („Noworossijsk”)

Wyposażenie elektroniczne
- 1 radar trójwspółrzędny wykrywania celów powietrznych MR-600 Woschod („Noworossijsk” – Podkat)
- 1 radar trójwspółrzędny dozoru ogólnego MR-750 Friegat
- radary nawigacyjne Wołna i Wajgacz-1143
- podkilowa stacja hydrolokacyjna dalekiego zasięgu MG-342 Orion w gruszce dziobowej („Noworossijsk” – Polinom)
- stacja hydrolokacyjna Płatina z anteną holowaną (na rufie)
- stacje wykrywania śladu okrętów podwodnych MI-110K i MI-110R
- stacja Argon-1143 naprowadzania pocisków P-500 Bazalt (na pokładzie dziobowym)
- 2 stacje Grom naprowadzania pocisków Sztorm-M
- 2 stacje 4R33 wykrywania celów i naprowadzania pocisków Osa-M („Noworossijsk” – brak)
- 2 radary MR-105 Turel kierowania ogniem armat AK-726
- 4 radary MR-123 Wympeł kierowania ogniem armat AK-630
- systemy walki radioelektronicznej
- system automatycznego naprowadzania samolotów Priwod-SW
- zautomatyzowany system kierowania uzbrojeniem Allieja-2 („Noworossijsk” – Allieja 2K)